# الفن النرويجي
الفن النرويجي بالنسبة للكثير من تاريخ الفن النرويجي، يعد جزءًا من الفن الإسكندنافي الأوسع نطاقاً. لقد تأثر بشدة، خاصة منذ نحو 1100 م، بالاتجاهات الأوسع في الفن الأوروبي. بعد الحرب العالمية الثانية، تعزز نفوذ الولايات المتحدة بشكل كبير. بسبب الإعانات الفنية السخية، يتمتع الفن النرويجي المعاصر بإنتاج مرتفع للفرد.

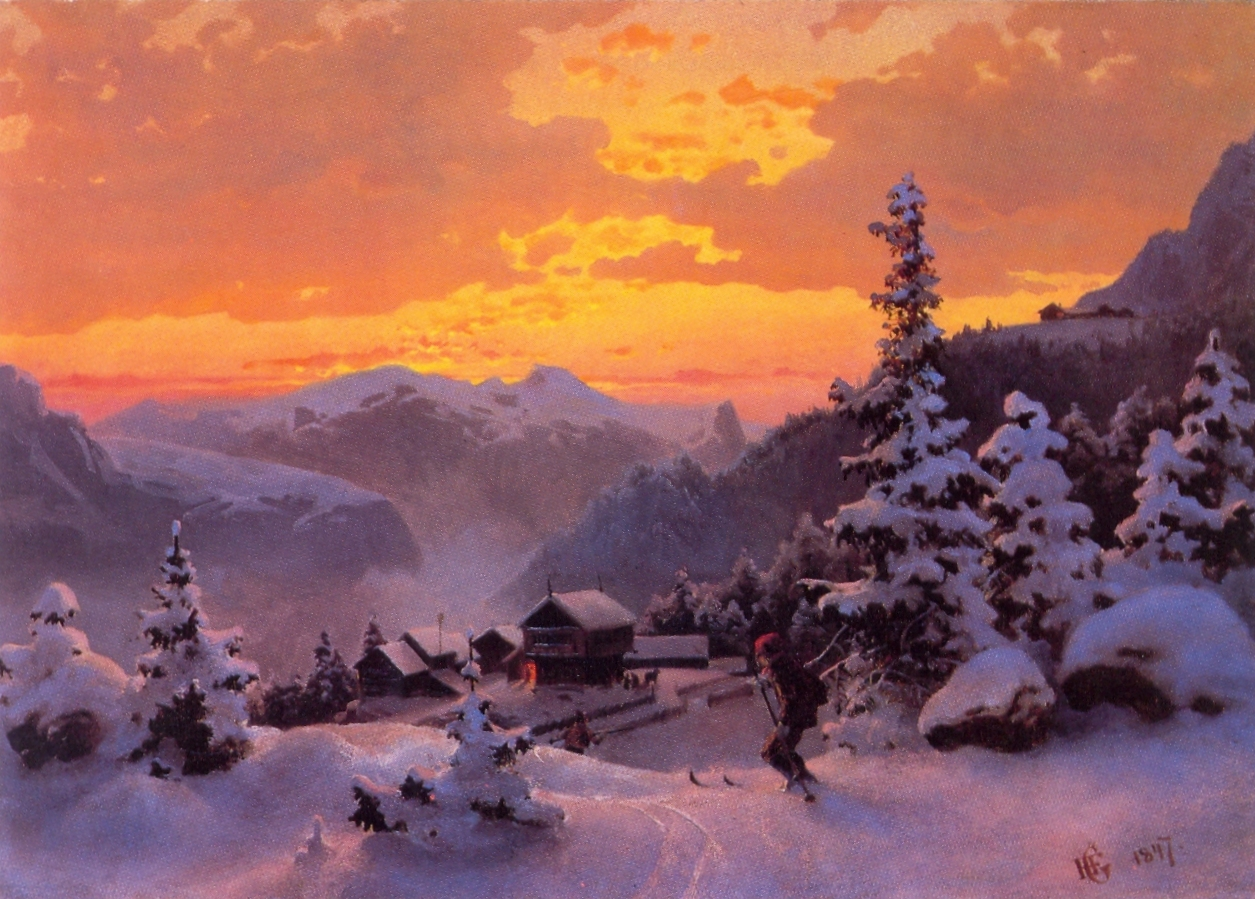
بعد الظهر الشتوي لهانس جود (1847)

على الرغم من أن النرويج لا تكون عادةً مركزًا رَئِيسِيًّا للإنتاج الفني أو مصدرًا للفن، فإنها كانت ناجحة نِسْبِيًّا في الحفاظ على فنها على وجه الخصوص، وإن الطبيعة المعتدلة نِسْبِيًّا للإصلاح النرويجي، والافتقار إلى إعادة البناء وإعادة البناء واسعة النطاق لاحقًا للكنائس، يعني أنه مع الدول الإسكندنافية الأخرى، فإن النرويج لديها بقايا غنية بشكل غير عادي من لوحات وتركيبات الكنيسة في العصور الوسطى.  كانت إحدى الفترات التي مارس فيها الفن الإسكندنافي تأثيرًا قَوِيًّا على بقية شمال أوروبا في فترة فن الفايكنج، وهناك العديد من البقايا، سواء في الآثار الحجرية التي تُركت دون مساس حول الريف، أو الأشياء التي جرى التنقيب عنها في العصر الحديث.
أدى الإصلاح وفقدان البلاط الملكي الدائم بعد اتحاد كالمار عام 1397 إلى تعطيل التقاليد الفنية النرويجية بشكل كبير،   وترك جماعة الرسامين والنحاتين حينها دون أسواق كبيرة. كانت متطلبات الطبقة الأرستقراطية الصغيرة بشكل أساسي الصور، وعادة ما كان ذلك من قبل فنانين مستوردين، ولم تُدرَّب أعداد كبيرة من النرويجيين على الأساليب المعاصرة حتى القرن التاسع عشر.
ظهر الفن النرويجي في القرن التاسع عشر، خاصة مع رسامي المناظر الطبيعية الأوائل. حتى ذلك الوقت، كان المشهد الفني في النرويج تهيمن عليه الواردات من ألمانيا وهولندا وتأثير الحكم الدنماركي. في البداية مع رسم المناظر الطبيعية، ثم مع الانطباعية والواقعية. على الرغم من أن إدوارد مونش (1863-1944) كان بالتأكيد شخصية فنية عظيمة في النرويج بالنسبة لبقية العالم، فقد كان هناك أيضًا العديد من الشخصيات المهمة الأخرى.

## البدايات
كثيرًا ما يُقال إن يوهان كريستيان داهل (1788-1857) هو «أبو رسم المناظر الطبيعية النرويجي». بعد فترة في كوبنهاغن، التحق بمدرسة دريسدن التي قدم فيها مساهمة مهمة. عاد في النهاية ليرسم المناظر الطبيعية في غرب النرويج، ووضع معالم اللوحة النرويجية لأول مرة.

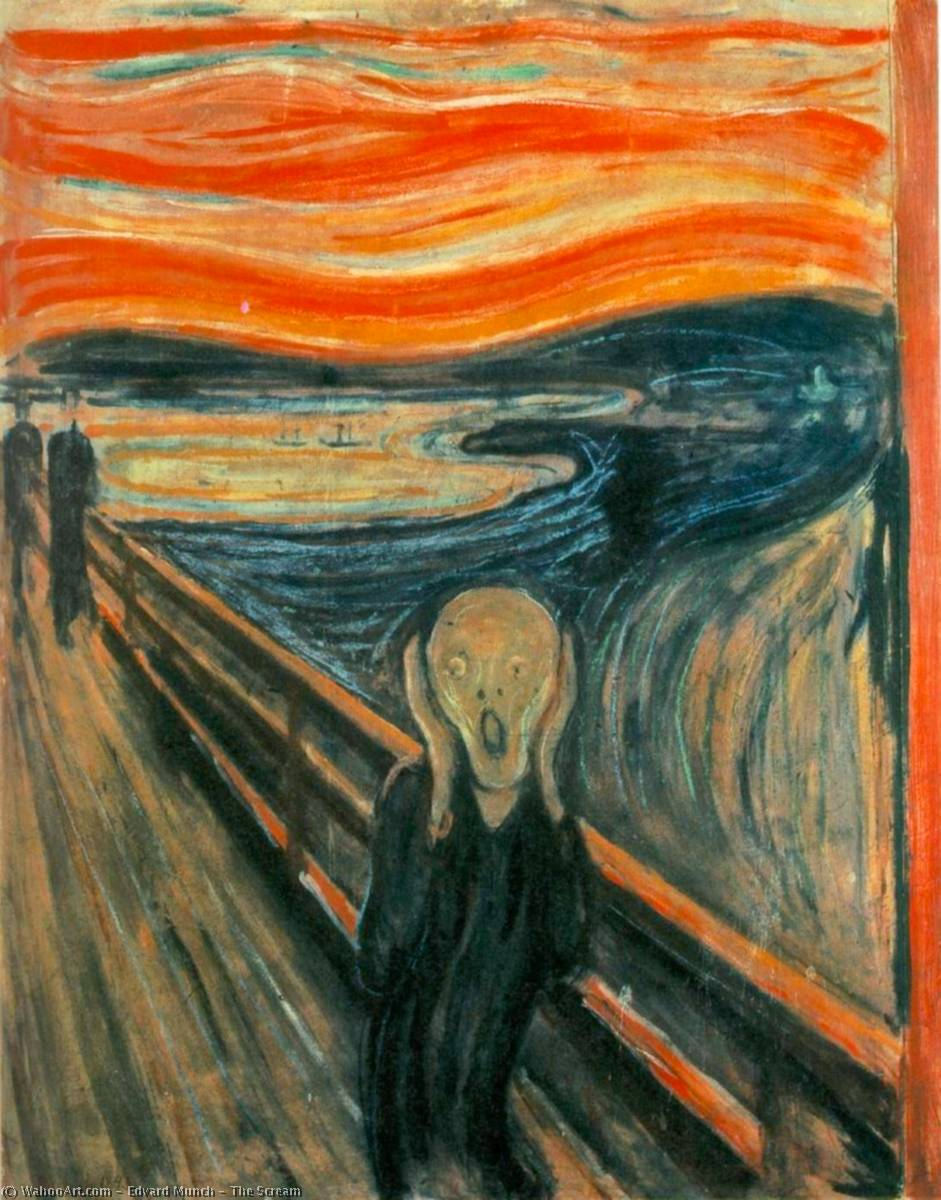
مونش ذا سكريم (1893)

كان يوهانس فلينتو (1787-1870) أحد المساهمين الأوائل المهمين، وهو رسام دنماركي نرويجي، يشتهر بمناظره الطبيعية النرويجية ولوحاته الخاصة بالأزياء الشعبية. درَّس في مدرسة الرسم في كريستيانيا من 1819 إلى 1851 إذ كان من بين طلابه رومانسيون ناشؤون مثل هانز جود وجون فريدريك اكرسبيرغ.
درس أدولف تيديماند (1814-1876) في كوبنهاغن بإيطاليا وأخيراً في دوسلدورف حيث استقر. عاد غالبًا إلى النرويج حيث رسم ثقافة المزرعة النرويجية القديمة. أشهر لوحاته هي موكب الزفاف في هاردانجر (مع هانز جود، 1848) وهوجيانيرن (هاوجيانس) التي رسمها عام 1852.
شجع استقلال النرويج الجديد عن الدنمارك الرسامين على تطوير هويتهم النرويجية، خاصة مع رسم المناظر الطبيعية لفنانين مثل كيت كيلاند (1843-1914)، وهي من أولى الرسامين، درست في عهد جود وهارييت باكر،  (1845-1932) وهي رائدة أخرى بين الإناث الفنانات المتأثرات بالانطباعية.

## الانطباعيون والرومانسيون الجدد
كان فريتس ثاولو، 1847-1906، اِنْطِبَاعِيًّا، وكان في البداية تلميذًا لهانس جود. تأثر لاحقًا بالمشهد الفني في باريس حيث طور مواهبه الانطباعية. بعد عودته إلى النرويج عام 1880، أصبح إحدى الشخصيات البارزة في المشهد الفني النرويجي مع كريستيان كروا وأريك ويرنسكيولد.
كريستيان كروغ، 1925-1852 رسام واقعي، تأثر أيضًا بمشهد باريس. يُذكر عن لوحاته للعاهرات التي تسببت في فضيحة ما.
درس ثورولف هوامبو (1935-1866) تحت إشراف هانز جود في برلين بين عامي 1886 و1887 وفرناندو كورمون في باريس بين عامي 1889 و1891. وقد استوحى إلهامه من العديد من الأساليب المختلفة في مراحل مختلفة من حياته المهنية، بما في ذلك الطبيعة، والرومانسية الجديدة، والواقعية والانطباعية.

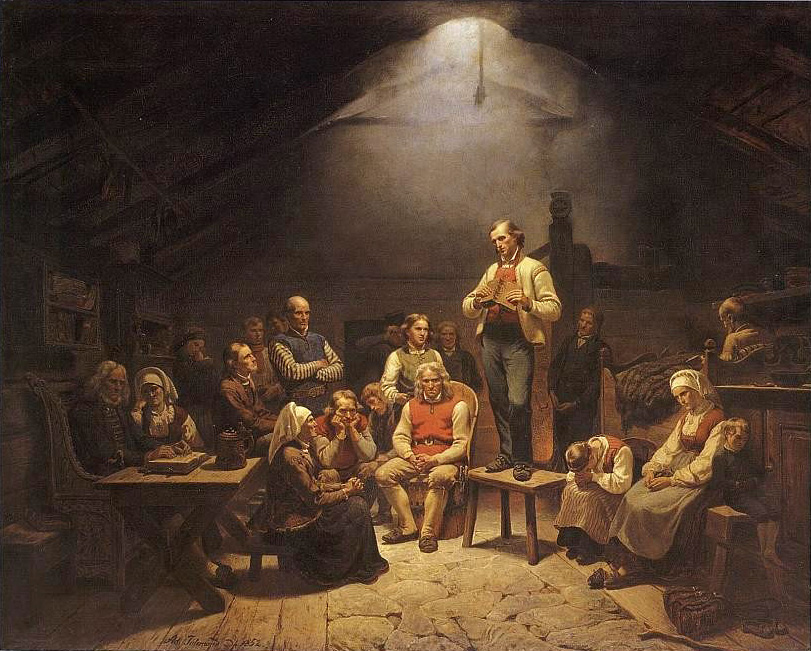
أدولف تايدمند 1852

كريستيان كروغ ، ألبرتين في غرفة انتظار طبيب الشرطة (ألبرتين في غرفة انتظار طبيب الشرطة ، 1885-1887)

نشأ نيكولاي أستروب (1928-1880) في جلوستر غرب النرويج. بعد دراسة الفن في أوسلو وقضاء بعض الوقت في باريس وألمانيا، عاد إلى جلوستر حيث تخصص في رسم المناظر الطبيعية التعبيرية بألوان واضحة وقوية. يعد من أعظم الفنانين النرويجيين من أوائل القرن العشرين.
رسم لارس هيرتر فيغ (1830-1902) من تسفير في جنوب غرب النرويج أعمالاً شبه خيالية مستوحاة من المناظر الطبيعية الساحلية في ريفك. أكمل هيرتر فيغ عددًا من الأعمال على الورق باستخدام ألوان مائية وغالبًا ما كان يصنع القاعدة الورقية بنفسه من قصاصات من قطع الورق المهملة. يضم متحف الفن بالإضافة إلى المتحف الرئيسي، متحف ستافنجر في ستافنجر، وروغالاند (سابقًا متحف روغالاند للفنون الجميلة) أهم مجموعة من أعمال هيرترفيغ في النرويج.
يُذكر هارالد سوهلبيرغ (1869-1935)، وهو رومانسي جديد، بلوحاته لروروس، واللوحة النرويجية «ليلة الشتاء في روندان».

## إدوارد مونش
من المؤكد أن أشهر فناني النرويج هو إدوارد مونش (1863-1944)، وهو رمز تعبيري اشتهر على مستوى العالم ببرنامج الصرخة، وهو إحدى أكثر اللوحات شهرة في جميع الفنون. جرى تفسيره على نطاق واسع على أنه يمثل القلق العالمي للإنسان الحديث.

## أسماء أخرى
الرسامون الآخرون الجديرون بالملاحظة في القرن التاسع عشر هم: أغسطس كابلين،  بيدر بالكي،  بيتر نيكولاي اربو،  ايليف بيترسن،  جوستاف وينتزل،  أوسكار ويرجلاند،  إريك ويرنسكولد،  أستا نوريغارد،  أمالدوس نيلسن،  اودا كروغ،  فريتس ثاولو،  كارل سوندت هانسن،  كريستيان سكريدسفيغ، جونار بيرج،  هالفدان إجيديوس،  ثيودور كيتلسن،  هارالد سوهلبيرج.  
الفنانون النرويجيون الجديرون بالملاحظة من القرن العشرين هم: هارالد سوهلبيرج، ريدار أولي، لكل كروج، آرني إيكلاند، كاي فجيل، جاكوب وايدمان، هوكون بليكن، ينس جوهانسن، لودفيج كارستن، هنريك سورنسن، كجارتان سليتمارك،  آنا إيفا بيرجمان، أندرس كيير،  سفين جوهانسن،  سفين بولينج،  بيورن كارلسن،  بيورن رانسفي،  كاره تفتر،  فرانس فيدربيرج،  غريب نيردروم، ايدا لورنتز، كنوت روز، أورنولف أوبدال، هافارد فيخاجن، ليونارد ريكارد، هاكون جولفاج، كيرا واجر، هالفارد ستورم، لارس إيلنج، فيبك باربيل سلينجستاد.
ومن نحاتي القرن التاسع عشر ستيفان سيندينج وجونار أوتسوند وبرينجولف بيرجسلين وماثياس سكيبروك.
ومن نحاتي القرن العشرين غوستاف فيجلاند ونيلس آس وأرنولد هوكلاند وبارد بريفيك وآن جريمدالين وكريستوفر ليردال وبير بال ستورم ونينا سوندباي ودير فا وويلهيلم راسموسن.
تحتل هانا ريجن (1894-1970) مكانة فريدة في فن النسيج. كانت فريدا هانسن فنانة نسيج في الفن الحديث.

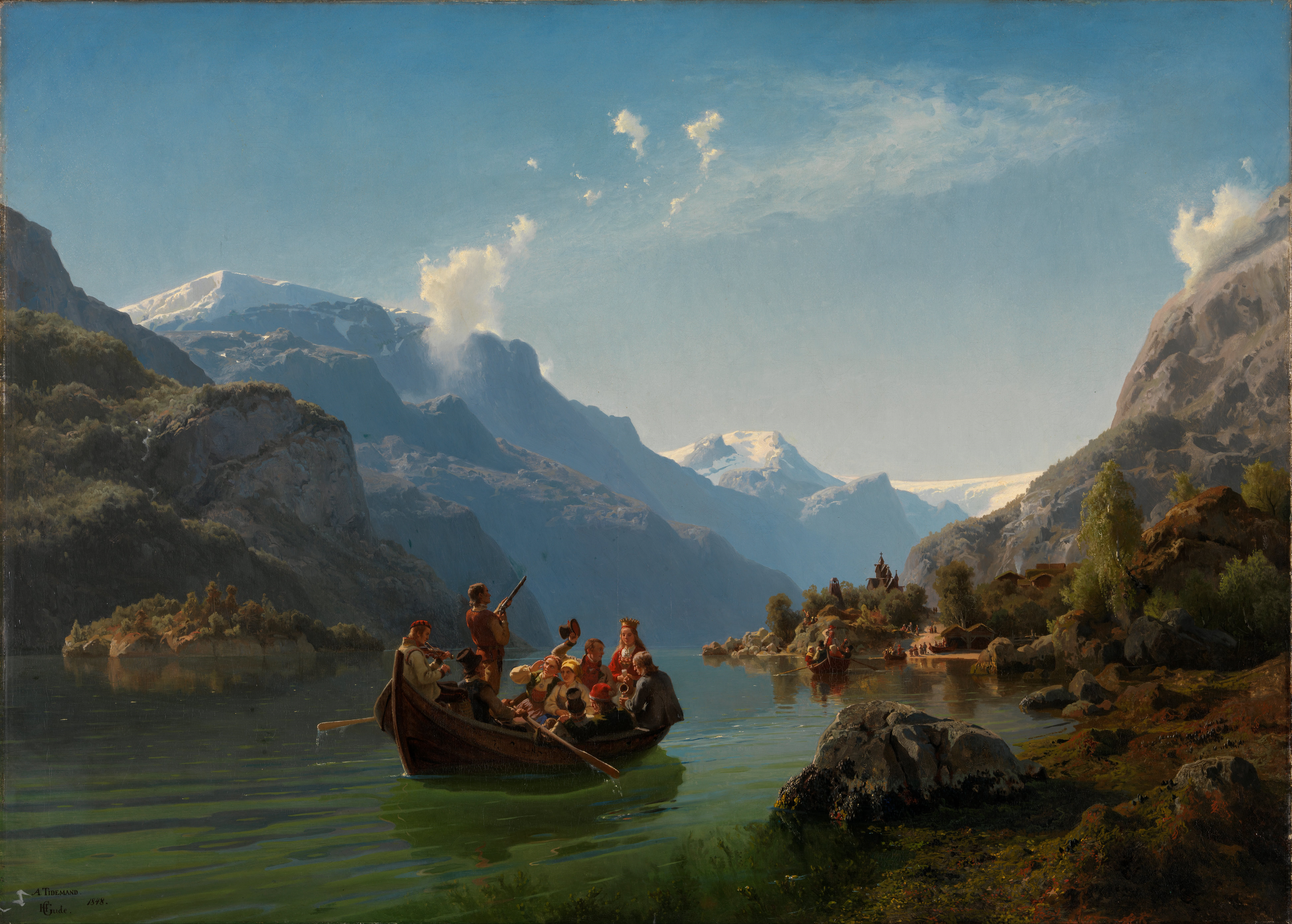
موكب الزفاف على مضيق هاردانجر